# Dendrobium parietiforme
Dendrobium parietiforme är en orkidéart som beskrevs av Johannes Jacobus Smith. Dendrobium parietiforme ingår i släktet Dendrobium, och familjen orkidéer. Inga underarter finns listade i Catalogue of Life.